# Suhoi Su-37
Suhoi Su-37 (NATO: Flanker-F) este prototipul unui avion de vânătoare rusesc care a zburat prima dată în 1996. Este o versiune îmbunătățită a avionului Su-27.